# Jacques Andrieux (Fußballspieler)
Jacques Andrieux (* 22. Februar 1940 in Paris) ist ein ehemaliger französischer Fußballspieler.

## Karriere
Andrieux wuchs in der französischen Hauptstadt Paris auf, wo er 1958 mit 18 Jahren in die Zweitligamannschaft des CA Paris aufgenommen wurde. Auch wenn es zu dieser Zeit noch keine Aus- und Einwechslungen gab, lief er regelmäßig für das Team auf und wurde mit 19 bestrittenen Partien exakt in jedem zweiten Spiel eingesetzt. Er erreichte mit seiner Mannschaft den letzten Platz, die aber dank der damaligen Gegebenheiten nicht abstieg, da ein Abstieg nicht vorgesehen war. In den darauffolgenden Spielzeiten kam der junge Spieler nicht mehr über die Rolle eines Reservisten hinaus; in der Saison 1962/63 konnte er sich nach einer vorausgegangenen Jahr ohne Einsatz in der Mannschaft etablieren, musste allerdings am Saisonende den Abstieg hinnehmen.
Dementsprechend nahm er 1963 ein Angebot an, das ihm einen Wechsel zum Ligakonkurrenten FC Sochaux ermöglichte. Bei Sochaux erlebte er als Stammspieler 1964 sowohl den Gewinn der Coupe Charles Drago als auch den Aufstieg in die höchste französische Spielklasse. Anschließend sicherte er sich nicht nur einen Stammplatz, sondern schaffte mit dem Team immer wieder den Klassenerhalt. Darüber hinaus konnte er mit der Mannschaft ins Pokalfinale 1967 einziehen und stand in diesem auf dem Platz, auch wenn er an einem Titelgewinn bei dem 1:3 gegen Olympique Lyon scheiterte. Mit einem dritten Platz in der nachfolgenden Saison erreichte Andrieux die beste Platzierung seiner Laufbahn. Nachdem er im Verlauf der Spielzeit 1970/71 seinen Stammplatz in der Mannschaft einbüßte und nicht mehr über drei Einsätze hinauskam, entschied er sich 1971 mit 31 Jahren nach 174 Erstligapartien mit zwei Toren und 95 Zweitligapartien mit drei Toren für eine Beendigung seiner Karriere. Er nahm keinen weiteren Posten im Profifußball an.